# Galinsoga parviflora
Galinsoga parviflora é uma espécie de erva da família Asteraceae.
Galinsoga parviflora foi trazida do Peru para os Reais Jardins Botânicos de Kew  em 1796, e passou ao meio selvagem na Grã-Bretanha. Na Grã-Bretanha é às vezes chamado de Galinsoga, popularmente traduzido como "bravos soldados" e às vezes alternadamente como "soldados da Rainha".

## Usos
Na Colômbia esta erva é usada como especiaria na sopa ajiaco. Também pode ser utilizado como um ingrediente em saladas. As folhas frescas podem liquefazer com tomates para uma bebida fria. Na África do Sul, há cidades onde até mesmo um quarto das famílias secam e conservam as folhas para cozimento e comercialização em tempos de escassez.
É usado na medicina tradicional, que atribui propriedades cicatrizantes  e anti-inflamatórias. 
Na maior parte do mundo são consideradas ervas daninhas. 

## Nome comum
- Espanhol.
  - Colômbia: Guascas, em Cundinamarca e Boyacá. Pajarito, em Sogamoso e oriente de Boyacá.[6]
  - Argentina: Albahaca silvestre, saetilla.
  - Peru e Chile: Pacoyuyu fino.
  - México: Estrellita, mercurial.[2]
- Português
  - Brasil: picão branco, botão de ouro, fazendeiro.[5]

## Sinonímia
- Wiborgia parviflora (Cav.) Kunth
- Stemmatella sodiroi Hieron.
- Adventina parviflora Raf.[2]
- Galinsoga semicalva (Gray) H.St.John & White[7]
- Galisonga quinqueradiata Ruiz & Pav.[4]
- Tridax parviflora[6]